# Єлкібаєво (Алнаський район)
Єлкіба́єво (рос. Елкибаево) — присілок в Алнаському районі Удмуртії, Росія.

## Населення
Населення — 210 осіб (2010; 248 в 2002).
Національний склад станом на 2002 рік:
- удмурти — 96 %

## Господарство
У присілку діють початкова школа та дитячий садочок.

## Історія
В 1751 році був відкритий прихід Свято-Троїцької церкви села Алнаші, куди увійшли селяни, які раніше входили в прихід села Можга, у тому числі Ілкібаєво. За даними 10-ї ревізії 1859 року в присілку Нова Шудья-Єкибаєво було 51 двір та проживало 320 осіб. Тоді тут працювало 2 млини. В 1897 році в присілку вже нараховувалось 479 осіб. В 1877 році відкритий прихід Христоріздвяної церкви села Асаново, у склад якого відійшов і присілок Єлкибаєво. В 1921 році присілок відійшов до складу Можгинського повіту. В 1924 році присілок в складі Асановської сільської ради Алнаської волості, а в 1925 році переданий до Байтеряковської сільської ради. З 1929 року присілок в складі Алнаського району. В 1933 році в присілку створено колгосп імені Яковлева, в 1934 році він мав 2 товарні ферми (молочну та свинарську). В 1936 році в колгоспі були млин та кузня. 21 грудня 1937 року колгосп був перейменований в імені Ворошилова. 1950 року він був ліквідований, а з сусідніх утворено новий — імені Калініна. В 1963 році присілок перейшов до складу Кучеряновської сільської ради, а в 1964 році — повернуто до Байтеряковської.

## Урбаноніми[3]
- Вулиці — Поперечна, Садова, Шкільна